# Port lotniczy Chengdu-Shuangliu
Port lotniczy Chengdu-Shuangliu (IATA: CTU, ICAO: ZUUU) – międzynarodowy port lotniczy położony 16 km na południowy zachód od centrum Chengdu, w prowincji Syczuan, w Chinach. 
W 2020 roku port lotniczy był trzecim na świecie pod względem liczby obsłużonych pasażerów.

## Linie lotnicze i połączenia
| Linia Lotnicza           | Kierunek |
| ------------------------ | --- |
| Air China                | 1. Aksu 2. Bazhong 3. Beihai 4. Pekin 5. Pekin-Daxing 6. Changchun 7. Changsha 8. Dali 9. Fuyang 10. Fuzhou 11. Guangzhou 12. Guiyang 13. Hangzhou 14. Harbin 15. Hefei 16. Hotan 17. Kaszgar 18. Lanzhou 19. Lhasa 20. Nanchang 21. Nankin 22. Nanning 23. Ningbo 24. Panzhihua 25. Qamdo 26. Qingdao 27. Sanya 28. Szanghaj-Hongqiao 29. Szanghaj-Pudong 30. Shannan 31. Shenyang 32. Shigatse-Tingri 33. Tiencin 34. Urumczi 35. Wenzhou 36. Wuhan 37. Xiamen 38. Xiangyang 39. Xining 40. Yangzhou 41. Yinchuan 42. Yining 43. Zhangjiajie 44. Zhengzhou 45. Zhuhai |
| Air China Inner Mongolia | 1. Hohhot |
| Beijing Capital Airlines | 1. Guangzhou 2. Hangzhou 3. Qingdao 4. Sanya |
| Chengdu Airlines         | 1. Beihai 2. Pekin-Daxing 3. Changsha 4. Dazhou 5. Fuzhou 6. Guangzhou 7. Hulun Buir 8. Hangzhou 9. Hengyang 10. Jining 11. Kaszgar 12. Kunming 13. Lhasa 14. Lianyungang 15. Luoyang 16. Quanzhou 17. Sanya 18. Szanghaj-Hongqiao 19. Szanghaj-Pudong 20. Shenyang 21. Shenzhen 22. Taizhou 23. Tiencin 24. Urumczi 25. Weihai 26. Wenzhou 27. Wuhan 28. Xingyi 29. Xishuangbanna 30. Yichang 31. Yueyang |
| China Eastern Airlines   | 1. Huai’an 2. Jinzhou 3. Liuzhou 4. Shenyang 5. Shenzhen 6. Shiyan 7. Xiamen 8. Xinzhou 9. Zhanjiang |
| China Southern Airlines  | 1. Pekin-Daxing 2. Changsha 3. Dalian 4. Guangzhou 5. Haikou 6. Harbin 7. Hotan 8. Sanya 9. Szanghaj-Pudong 10. Shenyang 11. Shenzhen 12. Urumczi 13. Wuhan 14. Xi’an 15. Zhengzhou |
| Dalian Airlines          | 1. Dalian |
| Hainan Airlines          | 1. Pekin 2. Guangzhou 3. Haikou 4. Sanya 5. Szanghaj-Pudong 6. Shenzhen 7. Urumczi |
| Loong Air                | 1. Hangzhou |
| Okay Airways             | 1. Changsha 2. Tiencin |
| Shandong Airlines        | 1. Qingdao 2. Xiamen |
| Shanghai Airlines        | 1. Szanghaj-Hongqiao 2. Szanghaj-Pudong |
| Shenzhen Airlines        | 1. Pekin 2. Guangzhou 3. Nankin 4. Shenzhen |
| Sichuan Airlines         | 1. Pekin 2. Bole 3. Changchun 4. Changsha 5. Changzhou 6. Daocheng 7. Fuzhou 8. Guangzhou 9. Haikou 10. Handan 11. Hangzhou 12. Harbin 13. Hefei 14. Jieyang 15. Jinan 16. Kangding 17. Kaszgar 18. Kunming 19. Lanzhou 20. Lhasa 21. Lijiang 22. Longyan 23. Nanchang 24. Nankin 25. Nanning 26. Nantong 27. Ningbo 28. Nyingchi 29. Qingdao 30. Sanya 31. Szanghaj-Pudong 32. Shenyang 33. Shenzhen 34. Shijiazhuang 35. Taiyuan 36. Tiencin 37. Urumczi 38. Wuhan 39. Wuxi 40. Xiamen 41. Xi’an 42. Xichang 43. Yinchuan 44. Zhengzhou 45. Zhuhai 46. Pokhara        |
| Tibet Airlines           | 1. Pekin 2. Changsha 3. Dali 4. Fuzhou 5. Golmud 6. Golog 7. Hangzhou 8. Harbin 9. Hefei 10. Jinan 11. Kunming 12. Lhasa 13. Lijiang 14. Linyi 15. Mang 16. Nyingchi 17. Qamdo 18. Qingdao 19. Sanming 20. Sanya 21. Szanghaj-Hongqiao 22. Shenyang 23. Shenzhen 24. Xigazê 25. Shijiazhuang 26. Songyuan 27. Taiyuan 28. Wuhan 29. Wuhu 30. Xiamen 31. Xining 32. Xishuangbanna 33. Zhaotong |

## Galeria

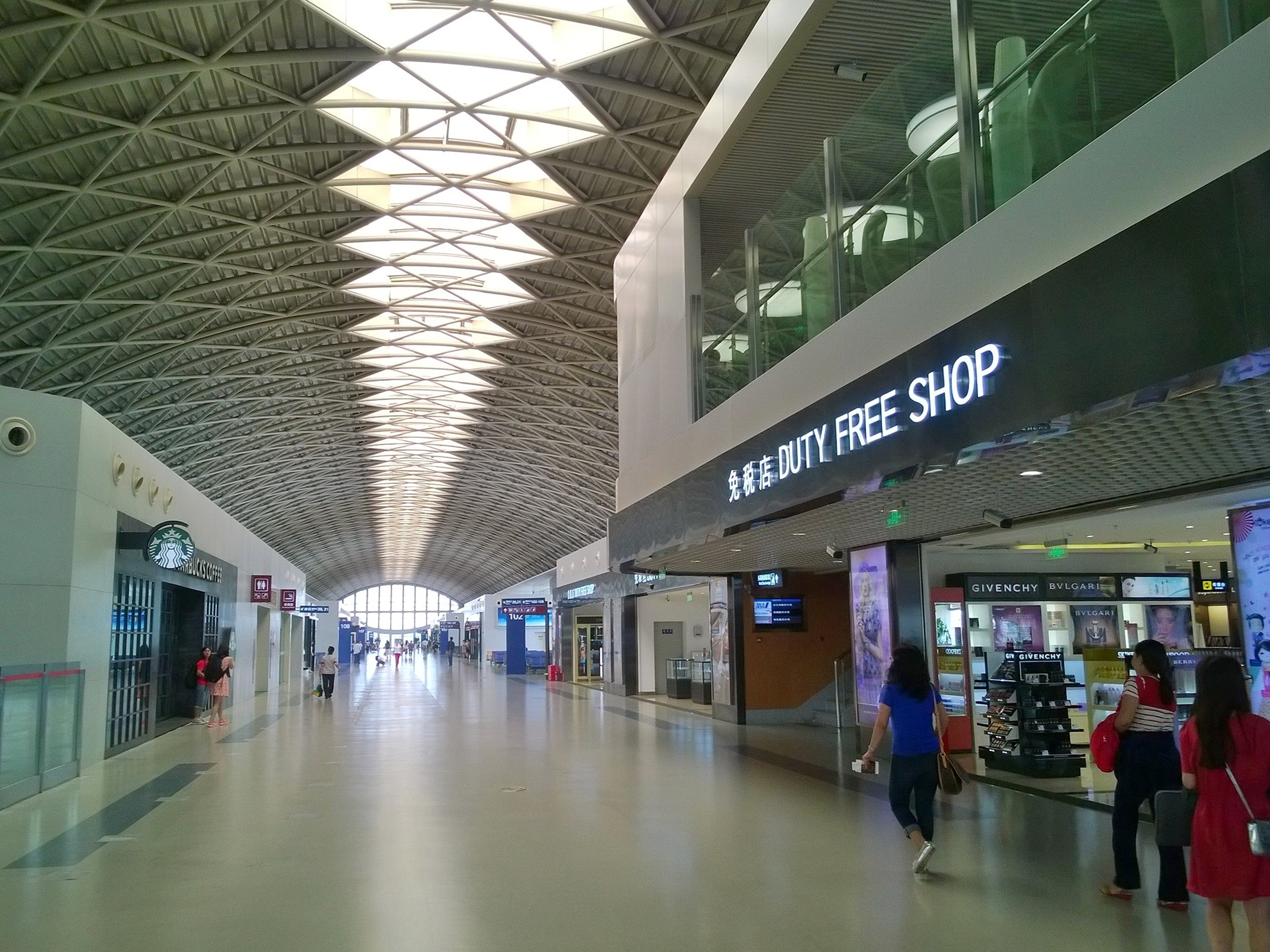
Terminal 1 portu lotniczego Chengdu-Shuangliu
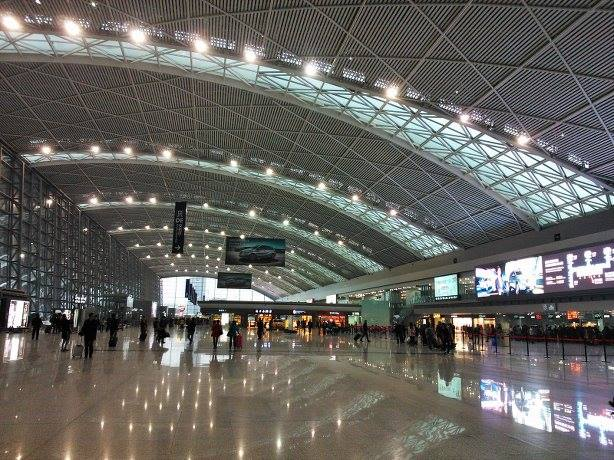
Terminal 2 portu lotniczego Chengdu-Shuangliu
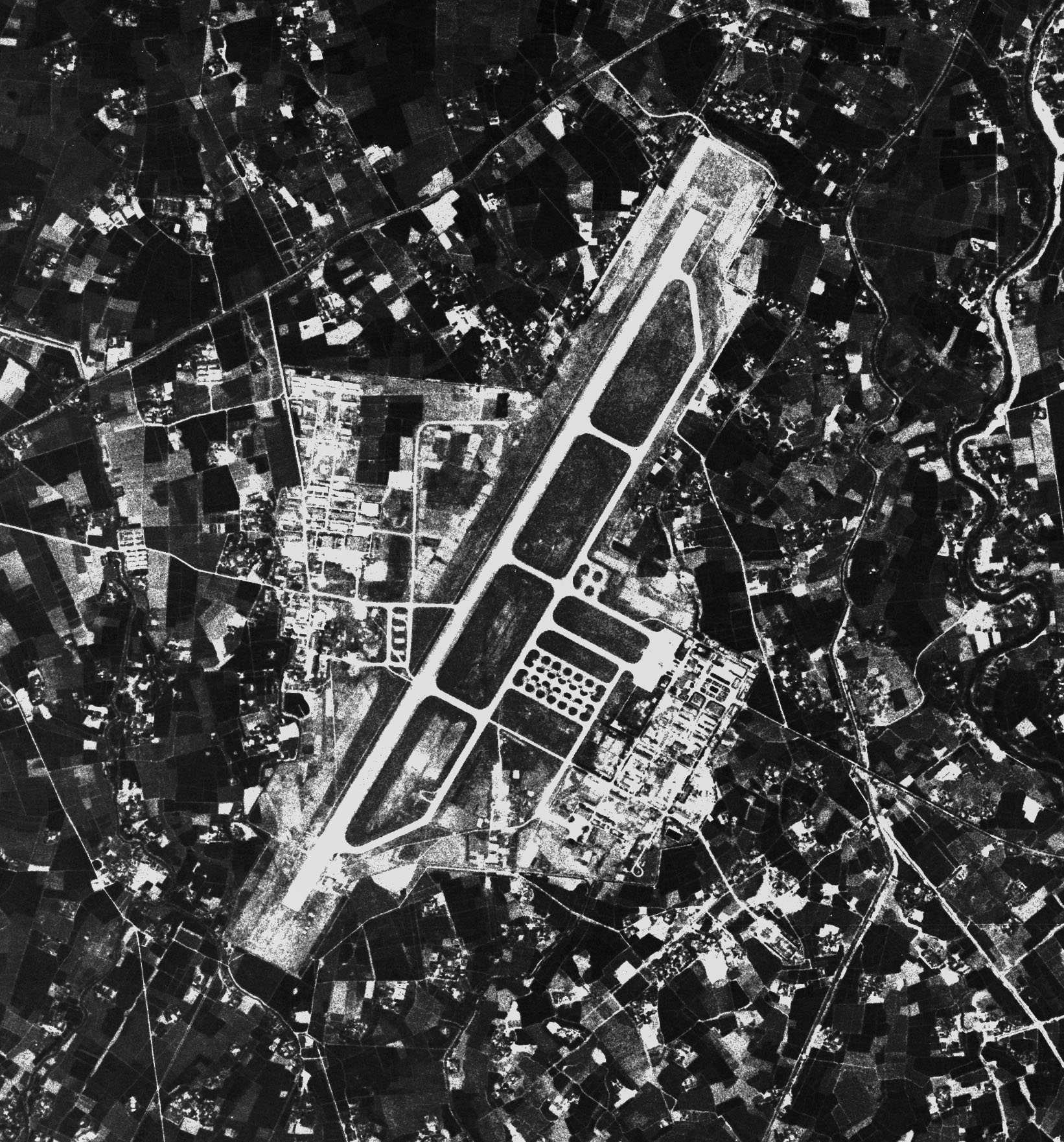
Zdjęcie satelitarne portu lotniczego (1971)